# Crudia curtisii
Crudia curtisii är en ärtväxtart som beskrevs av David Prain. Crudia curtisii ingår i släktet Crudia, och familjen ärtväxter. IUCN kategoriserar arten globalt som otillräckligt studerad. Inga underarter finns listade i Catalogue of Life.